# Roland Pöntinen
Roland Pöntinen   (Danderyd, 4 de maig de 1963) és un pianista i compositor suec.
És fill d'un pare que parla finès, natural del districte rus d'Íngria (prop de Sant Petersburg) que va emigrar de la Unió Soviètica a Suècia el 1945. Va estudiar a l'Escola de Música d'Adolf Fredrik i a la "Royal Swedish Acadèmia de Música" a Estocolm amb Gunnar Hallhagen, després amb Menahem Pressler, György Sebok i Elisabeth Leonskaja a la Universitat d'Indiana a Bloomington, Indiana, Estats Units.
Va debutar el 1981 amb la Royal Stockholm Philharmonic Orchestra i des d'aleshores ha actuat amb les principals orquestres d'Europa, EUA, Corea, Amèrica del Sud, Austràlia i Nova Zelanda. Ha treballat amb els directors Myung-Whun Chung, Rafael Frühbeck de Burgos, Neeme Järvi, Paavo Järvi, Esa-Pekka Salonen, Jukka-Pekka Saraste, Leif Segerstam, Ievgueni Svetlànov, Franz Welser-Möst i David Zinman entre d'altres.
Ha actuat amb lOrquestra Philharmonia, lOrquestra Filharmònica de Los Angeles i lOrquestra de Cambra d'Escòcia, així com aparicions a Proms de Londres en els quals ha interpretat de Grieg el Concert per a piano i de György Ligeti tembe el concert per a piano.
El debut en solitari de Pöntinen va ser un recital de música russa de piano al segell "BIS Records" el 1984. Des de llavors ha realitzat més de 50 discos com a solista, acompanyant i amb orquestra.

## Llista de composicions seleccionada
La llista següent es basa en la informació del lloc web del compositor.
- La noia del Brasil (1981)
- Camera per trombone e pianoforte (1981) també versió per a grups de jazz
- Hivern blau per a trombó i cordes (1987), Bernard Holland va publicar una interpretació d'aquesta peça el 3 de febrer de 1998 a càrrec de lOrquestra de Filadèlfia al Carnegie Hall, Nova York, al New York Times va dir:[4]

| « | <"Una peça més recent va ser Blue Winter de Roland Pontinen per a trombó i orquestra. El senyor Pöntinen es pren un instrument en solitari improbable seriosament com a agent per a una escriptura lírica rica i flexible. Blue Winter és una mena d'elegia en un sol moviment. La part del trombó, interpretada aquí, amb habilitat i la sinceritat, de Nitzan Haroz, es fa cantar contra lents cordals de moviment lent de so de corda. L'efecte és alhora gelat i trist; les harmonies àcides mantenen el sentimentalisme a ratlla". | » |

- Tango Plus per a clarinet, violí, violoncel i piano (1993)
- Capriccio per a dues flautes i cordes (1993)
- Somni de mercuri per a clarinet i piano (1994)
- Concert per a piano i vents (1994)
- Apunting to the ocean (1997)
- Paisatges marins ombrívols (1997)